# Le Ménil (Florenville)
Pour les articles homonymes, voir Mesnil.
Le Ménil est un hameau en bordure de la Semois (rive gauche) dans la province de Luxembourg, en Belgique. Avec Azy (immédiatement au nord) et Laiche (au sud) au bord d'une seule route longeant la rivière, les trois hameaux forment la seule localité à l'intérieur de ce méandre de la Semois qui fait une boucle presque complète. Administrativement il fait partie de la commune et ville de Florenville, dans la province de Luxembourg (Région wallonne de Belgique).